# الوقف (قنا)
مدينة الوقـف هي إحدى مراكز محافظة قنا، والتي كانت في السابق إحدى القرى التابعة لمركز دشنا ولكن نظراً لاتساع مساحتها الزراعية صدر قرار بجعلها إحدى مراكز محافظة قنا، وتقع الوقـف في البر الجنوبي من نهر النيل ويتضمن الضفة الغربية منه ويحدها من الشمال نهر النيل حيث يقابلها دائرة مركز دشنا من البر الشمالي ومن الجنوب حافة الصحراء الغربية، ومن الشرق دائرة مركز قنا ومن الغرب دائرة مركز نجع حمادي.

ترجع تسميتها بهذا الاسم إلى أنها كانت أرض وقف، وتشتهر مدينة الوقف بزراعة محصول قصب السكر،
1. ↑  GeoNames (بالإنجليزية), 2005, QID:Q830106

 تنقسم مدينة الوقف إلى عدة أحياء تمثل العائلات العريقة وهي من الغرب إلى الشرق: البهايجة- الهداورة - المداكير ومن الشمال للجنوب: الدندراوية - الحمزية -السنابسة وذلك بالإضافة إلى العديد من القرى التابعة وهي: القلمينا- المراشدة - عزبة علام -جزيرة الحمودي. ومركز الوقف من المراكز التي ودعت الأمية مبكرًا.[بحاجة لمصدر] ويوجد بها مدارس عديدة ومدرستين ثانويتين للتعليم العام وتتميز الوقف بتعدد الأصول والفصائل بها فهي تنقسم مثل معظم قرى ونجوع الصعيد إلى أنساب متفرقة.
قديما كانت الوقف تمتد من ساحل النيل شرقا حتى أول حافة الجبل ولكن الآن تم استصلاح مساحات كبيرة في أرض الصحراء المتاخمة لغرب الوقف حتى سفح القرنة الغربية والتي تفصل بين الوقف والأقصر (وادي الملوك والملكات).
للوقف 3 مداخل على طريق القاهرة /أسوان السريع (غرب النيل) وهي: الخمسين - المعوجة - أبوديب <الرنان> ومدخلين ثانويين هما الحلفاية قبلي والمراشدة. تشتهر الوقف بزراعة قصب السكر والموز والفاكهة والخضر والقمح.
تم إنشاء الوحدات السكنية الخاصة بمشروع مبارك لإسكان الشباب في الجهة الغربية لطريق القاهرة /أسوان السريع وأمام مدخل الخمسين. يوجد بمدينة الوقف مستشفى عام كبيرة وأيضا بعض الوحدات الصحية ومراكز الإسعاف بالقرى التابعة. لوحظ منذ فترة وجود كسر مستمر للطريق السريع (غرب النيل) في مواجهة مدينة الوقف (حوالي كيلو متر واحد شمال مدخل المعوجة) وقد فشلت محاولات علاجه المتكررة وقد عزى البعض هذا الصدع الأرضي العميق إلى وجود ممر أو نفق على عمق ليس ببعيد عن سطح الأرض يربط بين نهر النيل وأحد المعابد الفرعونية المدفونة في الصحراء غرب مدينة الوقف والتي تعرف بالجبانات المتاخمة للقرنة وهي الصحراء المتسعة والوعرة والتي تفصل بين الوقف ووادي الملوك والملكات بالأقصر.
تم الكشف عن بعض الآثار الفرعونية في الجزء الشمالي من صحراء الوقف في ما يعرف بجبانات السماينة والتي تقوم شرطة الآثار بحراستها إلى أن يحين كشف اللثام عن تلك الكنوز والتي تملأ العديد من ربوع مصر. شهدت الوقف تغييرات كثيره وسريعه في فترة زمنية قصيرة في عهد المحافظ السابق عادل لبيب من رصف الطرق وتنظيم الشوارع واللوحات الجدارية وطلاء الحوائط وغيرها.